# التحالف الكاثوليكي (فرنسا)
تحالف فرنسا الكاثوليكي ويعرف كذلك باسم العصبة المقدسة، كان فصيلاً رئيسياً خلال حروب فرنسا الدينية أسسه هنري الأول، دوق غيس عام 1576. أراد التحالف القضاء على البروتستانت، كالفينيون وهوغونوتيون على حد سواء، وتخليص فرنسا الكاثوليكية منهم خلال فترة الإصلاح البروتستانتي، واستبدال الملك هنري الثالث.